# Кастањета (Салерно)
Кастањета је насеље у Италији у округу Салерно, региону Кампанија.
Према процени из 2011. у насељу је живело 72 становника. Насеље се налази на надморској висини од 546 м.